# Emilio Portes Gil
Emilio Cándido Portes Gil va néixer a Ciutat Victoria, Tamaulipas, el 3 d'octubre de 1891. Va ser president interí de Mèxic de 1928 a 1930. Va morir en la Ciutat de Mèxic el 10 de desembre de 1978.
Portes Gil va estudiar a l'Escola Normal de la seva ciutat d'origen i va exercir el magisteri de 1910 fins a 1912. També va estudiar a l'Escola Lliure de Dret i el 1918 va ocupar la Secretaria de Govern del seu estat natal, i després del triomf de la rebel·lió d'Agua Prieta va ser elegit diputat i es va convertir en líder de la càmera. Va ser consultor de Governació, governador de Tamaulipas, diputat, president del Partido Social Cooperatista el 1923 i un dels caps de campanya del general Callis el 1924, i a la mort d'Obregón el 1928 s'obstinava com a secretari de Governació i va ser designat president interí amb la consigna de convocar a noves eleccions, que durant la seva gestió va posar fi a la Guerra Cristera; en un altre ordre, va concedir l'autonomia a la Universitat Nacional. I després de complir el seu període de govern va ocupar la presidència del Partit Nacional Revolucionari, sent procurador de la República i president de la Comissió Nacional Bancària.